# 7 Pułk Tatarski (Wielkie Księstwo Litewskie)

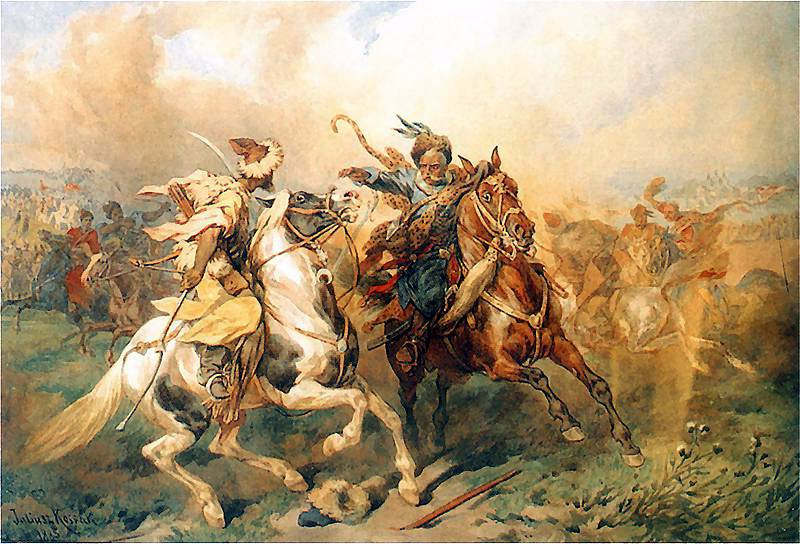
Taniec tatarski (mal. Juliusz Kossak)

7 Pułk Tatarski Wielkiego Księstwa Litewskiego – oddział jazdy armii Wielkiego Księstwa Litewskiego wojska I Rzeczypospolitej.

## Formowanie i zmiany organizacyjne
Sformowany w maju 1792. Znany wcześniej jako Pułk Tatarski Aleksandra Ułana albo 2 Pułk Tatarów.Już po rozpoczęciu działań wojennych z Rosją, wielu spośród żołnierzy i oficerów 4 pułku przedniej straży opuściło macierzystą jednostkę, stając się zalążkiem nowo tworzonego 7 pułku tatarskiego. W październiku 1792 został zwinięty do konfederacji targowickiej. Według etatu we wrześniu 1792 roku liczyć miał 500, natomiast służyło w nim 409 ludzi. Po rozwiązaniu pułku część żołnierzy  przeniesiona została do innych pułków. Proces ten przebiegał 
6 kwietnia 1793 r. ppłk A. Ułan pisał do hetmana Sz. Kossakowskiego:

Odebrałem po Lustracyi Rozkaz od JW Generała Zabiefy ażebym Towarzystwa Apszytował JW Chlewiński Generał Pisał do mnie abym Apszytował gdzie podług rozkazu mnie danego. Apszytowałem 146 głów w mcu Januaryi 1793 Roku. A gdy już Pułk zRedukowano to tylko mnie nie przyjęto iak tylko tych które poszli do Pułku JW Chlewińskiego y do Kirkora..? i tego samego dnia również do hetmana Kossakowskiego: Składam moią pokorną prośbę u nóg JWPana Dobrodzieja Za Officerami których leszcze iest iedynastu z pułku zRedukowanego bez służby Zostaiących, którzy niemaią Żadnego Sposobu Utrzymać się y Żyć dalej, mam Honor prosić Łaskawych w Zględów Pańskich Zatymiż Officerami aby mogli tym Czasowie do dalszey Decyzyji Pańskiej bydź umieszczone do pułków naporcyjach Towarzyskich Wyznaczonych.

## Żołnierze pułku
Etatową obsadę oficerską normował etat stutysięczny wojska, według którego w  pułku powinni się znajdować: pułkownik, podpułkownik, dwóch majorów, kwatermistrz, audytor, dwóch adiutantów, czterech rotmistrzów z chorągwiami, czterech rotmistrzów sztabowych, ośmiu poruczników, ośmiu chorążych.
- pułkownik -  Aleksander Mustafa Ułan[1]
- kwatermistrz - Aleksander Jabłoński[5]